# José Pedro da Silva
José Pedro da Silva (Santo Antão, Calheta, 5 de Abril de 1917 — Viseu, 23 de Maio de 2000), sacerdote açoriano que foi bispo auxiliar do Patriarcado de Lisboa e bispo da Diocese de Viseu.

## Biografia
Nascido no lugar de São Tomé, nos arredores da antiga vila do Topo, na ilha de São Jorge, Açores, José Pedro da Silva frequentou o Seminário Episcopal de Angra, completando os seus estudos em Roma, na Faculdade de Teologia da Universidade Gregoriana, onde se licenciou. Foi ordenado sacerdote a 24 de Abril de 1943 na Basílica de São João de Latrão.
Regressado à sua diocese natal, foi colocado como professor de Teologia no mesmo seminário onde estudara, sendo em 1953 nomeado director do jornal A União, órgão de imprensa propriedade da Diocese de Angra.
Prosseguindo uma carreira eclesiástica brilhante, foi em 1955 nomeado vigário geral da Diocese de Angra e elevado a cónego da Sé no ano imediato.
A 31 de Julho desse ano de 1956 foi eleito bispo titular de Tiava e nomeado bispo auxiliar do Patriarcado de Lisboa, cargo que exerceu até 13 de Fevereiro de 1965, data em que foi eleito bispo de Viseu, cargo que manteve até ser aceite a sua resignação, por ter ultrapassado os 70 anos de idade, a 14 de Setembro de 1988.
Foi nomeado Bispo de Goa, mas nunca chegou a tomar posse por entretanto ter acontecido a invasão pela União Indiana dos territórios portugueses.
Para além da criação de várias paróquias, a ele se deve a instalação de um emissor da Rádio Renascença em Viseu e a criação naquela cidade de um pólo da Universidade Católica Portuguesa.
Faleceu, em Viseu, onde vivia como bispo resignatário da diocese, no dia 23 de Maio de 2000. A Universidade Católica Portuguesa dedica-lhe no seu Centro Regional das Beiras uma biblioteca (a Biblioteca D. José Pedro da Silva), em homenagem ao seu labor em prol da expansão daquela universidade em Viseu.
Foi um estudioso das questões relacionada com as aparições de Fátima, sendo um dos interrogadores dos videntes, tendo deixado obra publicada sobre o tema.